# MIBRA (Monazita Ilmenita do Brasil)
A MIBRA (Monazita Ilmenita do Brasil) foi uma usina instalada em Guarapari (ES) pela Sociéte Minière et Industrielle Franco–Brasiliense para fazer o beneficiamento da areia monazítica, exportando o produto para ser tratado na França. A empresa explorou essa areia até 1960, quando o governo brasileiro começou a taxar o material.
A MIBRA (Monazita Ilmenita do Brasil) foi substituída pela Nuclemon, que se tornou a exploradora exclusiva de todas as jazidas de areia monazítica do país.